# Isthmohyla angustilineata
Isthmohyla angustilineata és una espècie de granota que viu a Costa Rica i Panamà.